# František Hojer
František Hojer (Praga, 24 aprile 1896 – 13 dicembre 1940) è stato un calciatore cecoslovacco, che, data la sua polivalenza tattica, veniva impiegato in diversi ruoli.

## Biografia
È il fratello minore di Antonín Hojer, anch'egli calciatore della Nazionale cecoslovacca.

## Caratteristiche tecniche
Data la sua polivalenza tattica, in carriera è stato impiegato da difensore, da centrocampista e da attaccante.